# Plachtařova dlaň

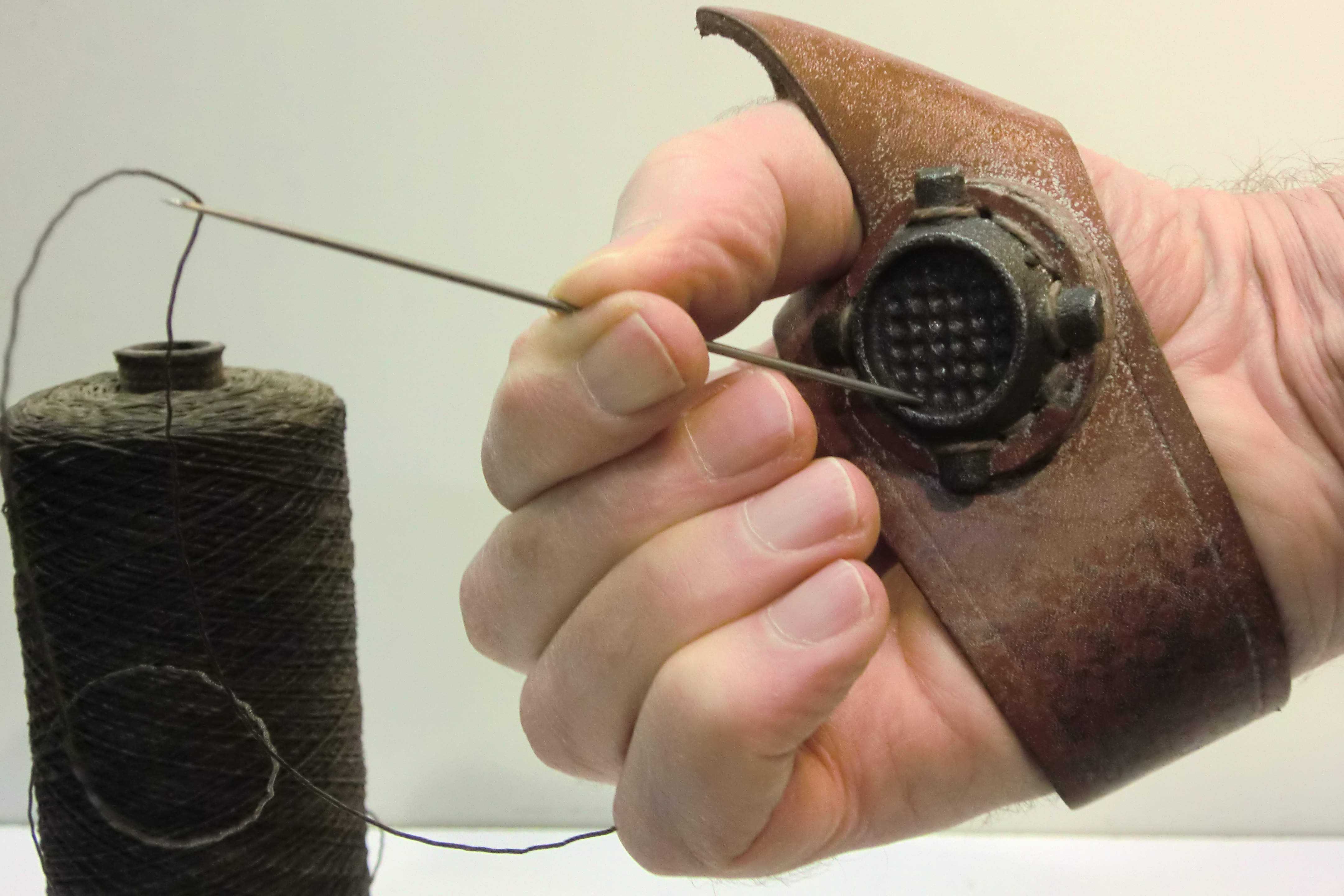
Plachtařova dlaň

Plachtařova dlaň (v angličtině Sailmakers Palm, německy der Segelmacherhandschuh) je nástroj pro prošívání tuhých tkanin, kterou používali a používají výrobci plachet, námořníci a rybáři na plachetnicích při výrobě a opravách plachet. Nástroj se skládá z koženého pásku kolem dlaně, ke kterému je připevněná kovová destička. Destička tvoří oporu pro jehlu a brání zranění dlaně. Proti sesmeknutí jehly bývá destička opatřena vroubky.